# Ina Bauer
Ina Szenes-Bauer (Krefeld, 31 de janeiro de 1941 – 13 de dezembro de 2014) foi uma patinadora artística alemã. Ela foi campeã alemã três vezes (1957–1959) e inventou um elemento da patinação que leva seu nome.

## Vida pessoal
Ina Bauer nasceu em Krefeld em 1941. Seu pai era um fabricante de seda. Ela se casou com István Szenes, um patinador artístico húngaro.
Szenes-Bauer morreu em 13 de dezembro de 2014.

## Principais resultados
| Resultados              | Resultados       | Resultados      | Resultados      | Resultados      | Resultados    | Resultados    | Resultados    | Resultados    | Resultados    | Resultados    | Resultados    | Resultados    |
| Internacional           | Internacional    | Internacional   | Internacional   | Internacional   | Internacional | Internacional | Internacional | Internacional | Internacional | Internacional | Internacional | Internacional |
| Evento/Temporada        | 1955– 1956       | 1956– 1957      | 1957– 1958      | 1958– 1959      | 1959– 1960    |               |               |               |               |               |               |               |
| ----------------------- | ---------------- | --------------- | --------------- | --------------- | ------------- | ------------- | ------------- | ------------- | ------------- | ------------- | ------------- | ------------- |
| Campeonato Mundial      | 20.ª             | 11.ª            | 4.ª             | 4.ª             |               |               |               |               |               |               |               |               |
| Campeonato Europeu      | 13.ª             | 10.ª            |                 | 4.ª             | WD            |               |               |               |               |               |               |               |
| Nacional                |                  |                 |                 |                 |               |               |               |               |               |               |               |               |
| Campeonato Alemão       | Medalha de prata | Medalha de ouro | Medalha de ouro | Medalha de ouro |               |               |               |               |               |               |               |               |
|                         |                  |                 |                 |                 |               |               |               |               |               |               |               |               |
| Legenda: WD = Abandonou |                  |                 |                 |                 |               |               |               |               |               |               |               |               |